# Hipercard
Hipercard é uma administradora de cartões de crédito brasileira com bandeira própria, sediada no Recife, Pernambuco, cujo controle pertence atualmente ao Itaú Unibanco.
A empresa tem atuação em todo o território brasileiro, destacadamente nas regiões Nordeste e Sul do país, onde tem uma participação significativa.  Dados de 2016 apontavam uma participação de 3,7% do mercado de cartões de crédito no país.
Após mudança do controle acionário da rede Bompreço e Walmart em 2019, o cartão passou a ter novo layout e ampliou seu escopo de atuação, passando a ter duas versões: nacional, de bandeira própria, e internacional na bandeira Mastercard.

## História
O Hipercard foi criado em 1969 com o nome Cartão Fidelidade, com o objetivo principal de oferecer facilidade e segurança nos pagamentos com cheque de compras feitas nos supermercados Bompreço, no Recife.
Depois passou a ser utilizado, ainda nas lojas Bompreço, para a troca de cheques em horários fora do expediente bancário, para clientes da loja que possuíam seu cartão.
Em 1982, tornou-se um cartão private label, passando a oferecer crédito rotativo aos clientes, mudando o nome para Cartão Hiper.
A partir desse momento, outros lojistas do Recife passaram a apresentar interesse em sua utilização, e o cartão iniciou sua expansão, mudando o nome, em 1991, para o atual Hipercard, e atuando totalmente como um cartão de crédito a partir de 1993.
Esta expansão fez do Hipercard o único cartão de loja do Brasil aceito também por outros estabelecimentos comerciais como cartão de crédito.
Em 2004, quando da mudança de controle acionário do Bompreço para a rede Walmart, o Hipercard passou para o controle do Unibanco, mantendo a isenção de anuidade e tarifas como sua característica desde a criação, e continuando a ser o cartão de crédito oficial da rede Bompreço, estendendo-se também a toda a rede Walmart Brasil, inclusive aquelas redes adquiridas pelo mesmo, e em 2008 o Banco Itaú juntou-se com Unibanco, adquirindo o Hipercard.
Sua expansão continuou, e hoje é aceito em todo o Brasil. Após parceria com Redecard, expandiu sua aceitação em mais de 6.000 estabelecimentos.
Até maio de 2011, o cartão tinha contrato de exclusividade com a rede Walmart. Após isso, outras redes puderam aceitar a bandeira, sendo o Extra (lojas da região nordeste) o primeiro a fazê-lo.
Dados de 2011 apontavam 600 mil estabelecimentos credenciados a bandeira e mais de 13 milhões de cartões emitidos, com participação de mercado de 8%.
No fim de 2018, ainda com a administração do Bompreço pelo Walmart, a contratação de novos cartões Hipercard foi temporariamente desativada, estando disponível apenas a contratação do cartão Walmart Itaucard, que substituiu o produto durante aquele período.
Em novembro de 2019, com a mudança de controle acionário das lojas Walmart e Bompreço para o grupo Advent, o cartão voltou a ser comercializado, em novo layout e também com versão internacional na bandeira Mastercard.
Em 2025, o Banco Central autorizou o encerramento da bandeira, a partir de 1º de julho de 2025 nenhuma transação com a bandeira Hipercard será aprovada, nesse processo de encerramento todos os cartões foram substituídos por cartões da bandeira Mastercard.